# باسم عيد
باسم عيد علي لاعب كرة قدم مصري، يلعب حاليًا لنادي أسوان في مركز قلب الدفاع ، وقد انتقل إلى نادي أسوان في موسم 2015–2016 معارًا من نادي الاتحاد السكندري لمدة 6 أشهر، ثم نجح النادي في التعاقد معه بشكل نهائي.

وهو صاحب أول هدف في موسم 2016–2017 عندما أحرز الهدف الأول لفريقه أمام فريق الداخلية من ركلة جزاء.

## روابط خارجية
- باسم عيد على موقع قاعدة بيانات كرة القدم.إي يو (الإنجليزية)
- باسم عيد على موقع عالم كرة القدم.نت (الإنجليزية)
- باسم عيد على موقع كووورة

- باسم عيد